# Huzová
Huzová település Csehországban, a Olomouci járásban. Huzová Paseka, Ryžoviště, Mutkov, Šternberk, Dětřichov nad Bystřicí és Jiříkov településekkel határos. Lakosainak száma 572 fő (2024. január 1.).

## Népesség
A település lakosságának változását az alábbi diagram mutatja:
| Lakosok száma | 2533 | 2468 | 1992 | 634  | 639  | 654  | 581  | 579  | 562  | 572  |
|               | 1869 | 1890 | 1921 | 1950 | 1980 | 2001 | 2017 | 2019 | 2022 | 2024 |